# Justus Tranchell
Justus Fredrik Tranchell, född 28 april 1818 i Göteborg, död 14 februari 1883 i Landskrona, var en svensk disponent och politiker. Far till Carl Tranchell (1849–1919).
Efter att ha verkat som grosshandlare i Göteborg blev Tranchell 1851 disponent vid Skånska sockerbruksaktiebolaget i Landskrona. Som riksdagsman var han ledamot av riksdagens andra kammare 1868–1873 för Landskrona stad. Ledamot av Lantbruksakademien från 1868.
Tillsammans med sin son hedrades han med en minnessten på Landskronas Walk of Fame som invigdes av Sveriges kung Carl XVI Gustaf 2013. År 2019 tillkännagav Skånetrafiken namn på nya Pågatåg. Ett av namnen var Justus Fredrik Tranchell (tåg nr 092).